# Handje van Fatima

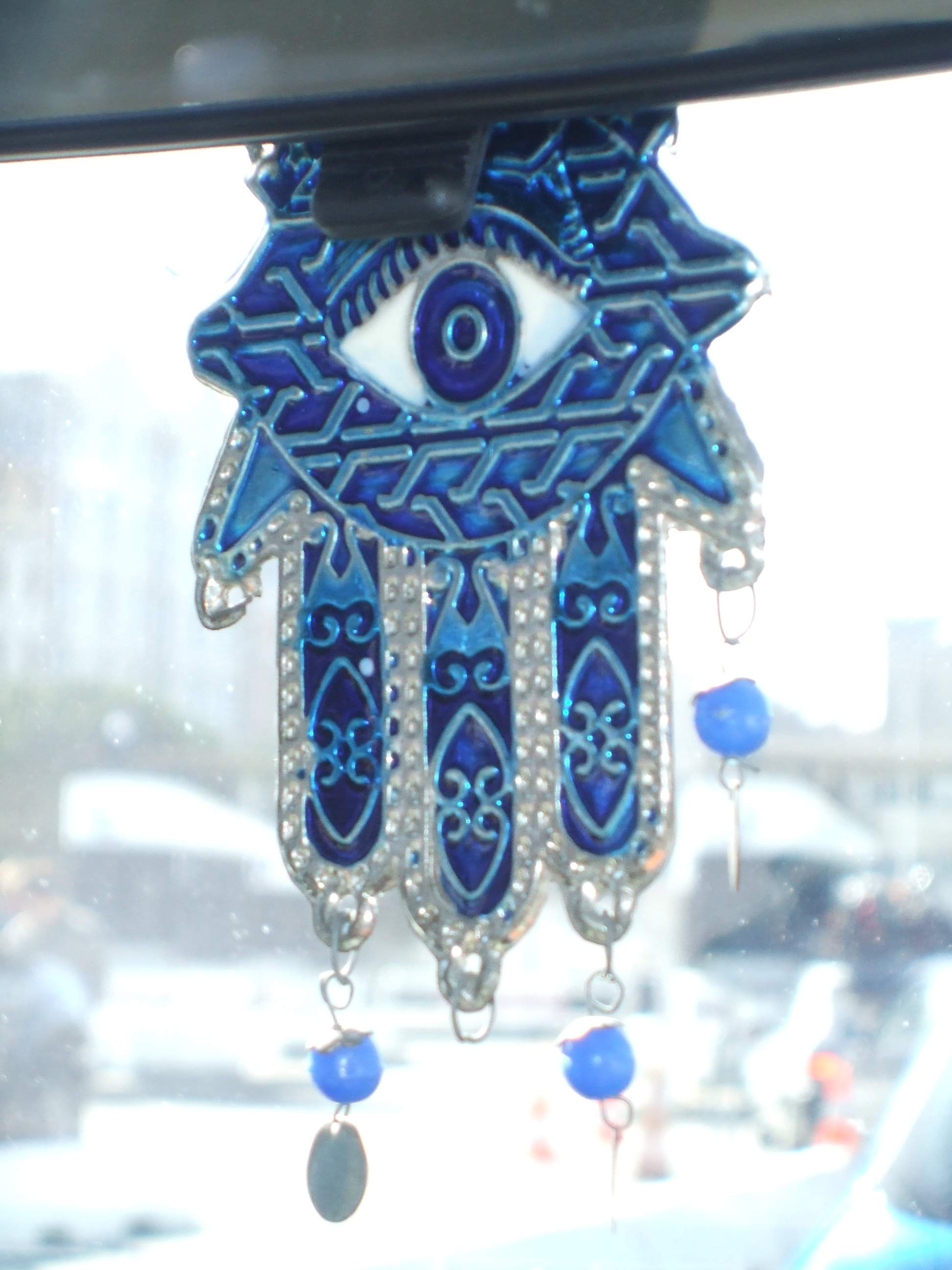
Khamsa

Het handje van Fatima of de Khamsa (Arabisch: خمسة, letterlijk "vijf") is in vormen van volksgeloof een beschermende handvormige amulet, die populariteit geniet in het Midden-Oosten en Noord-Afrika maar ook steeds vaker in West-Europa aangetroffen wordt. Ondanks het feit dat sommige stromingen binnen de islam amuletten niet toestaan is het gebruik van dit specifieke object wijd verspreid. De amulet wordt aan hangers op muren en in auto's opgehangen, ook gedragen als sieraad (meestal als ketting). In sommige gevallen wordt het handje van Fatima gecombineerd met de nazar, een afweermiddel tegen het boze oog.
Het handje van Fatima verwijst naar de dochter van Mohammed, Fatima Zahra. Sommige christenen noemen de amulet de hand van Maria. In de joodse traditie wordt deze de hand van Mirjam genoemd. Het handje van Fatima is met de hand gemaakt en wordt gebruikt door zowel christenen, joden als moslims voor persoonlijke bescherming. De naam heeft een Semitische oorsprong en betekent letterlijk "vijf".